# 吕西安·波拿巴

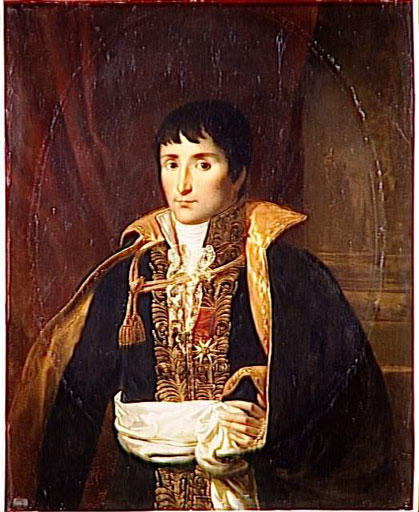
吕西安·波拿巴

吕西安·波拿巴，卡尼诺和穆西格纳诺亲王（1775年5月21日—1840年6月29日）法国政治家，科學家。屬於拿破崙家族貴族，是约瑟夫·波拿巴和拿破仑·波拿巴的弟弟。卡洛·波拿巴和他的妻子瑪麗亞·萊蒂西亞·拉莫利諾第三个尚存的儿子。

## 生平
吕西安生于科西嘉的阿雅克肖。他在法国大陆受教育，1789年法国大革命爆发返回科西嘉，在阿雅克肖雅各宾俱乐部他说话直率，他改称自己是布魯特斯（罗马政治家。暗杀恺撒者之一）。

## 婚姻和子女
- 夏尔·吕西安·波拿巴 (1803年–1857年), 自然和鸟类学家.
- 路易·吕西安·波拿巴（法语：Louis-Lucien Bonaparte） (1813年–1891年).
- 皮埃尔·拿破仑·波拿巴（法语：Pierre-Napoléon Bonaparte） (1815年–1881年).